# Търлис
 Тази статия е за селото в Егейска Македония, Гърция.  За града в Ирландия вижте Търлес.  
Търлѝс или Тарлѝс (на гръцки: Βαθύτοπος, Ватитопос, до 1927 година Τερλίς, Терлис) е село в Република Гърция, дем Неврокоп на област Източна Македония и Тракия.

## География
Търлис е разположено на 680 m надморска височина в северното подножие на планината Черна гора в историко-географската област Мървашко, в удобната долина на река Търлиска Мътница. Отстои на 55 километра северозападно от град Драма и на 16 километра западно от демовия център Зърнево.

## История

### Етимология
Според Макс Фасмер името на селото се извежда от славянското *Trьlěŝje от lěsъ, тоест Три гори, а Йордан Заимов смята, че е *Търлиш, от търло, кошара и наставка -иш, като в Мъглиш, Черепиш, Кремениш и подобни или изцяло от търло и гръцкото -is. Жителското име е търлѝшенин, търлѝшенка, търлѝшене.

### Средновековие
Търлис е старо рударско селище, в което още преди османското нашествие е развито железодобиването. В дарствена грамота от 1347 година на Светогорския манастир Велика лавра се споменава, че манастира получава доход от топене на желязо в Трилисион, място между Неврокоп и Сяр. Търлиската руда е качествена и високо ценена и много търсена. В селото е имало няколко пехци и два-три самокова, които са спрели да работят през втората половина на XIX век. През Средновековието селището е малко градче, център на епархия, а по-късно и на мюдюрин. От писмо на Стефан Душан до Райко е видно, че последният е войвода на Броди и Търлис.

### В Османската империя
Селото се споменава в османски документи от XV век и 1671 година под името Кастротарлис и Търлис. Според източник от втората половина на XV и началото на XVI век в село Търлис (Горна Търлица) са регистрирани 199 лица, глави на домакинства.
През Възраждането Търлис е едно от големите, будни и развити в стопанско отношение села на Неврокопската каза с преобладаващо българско население. В местността Панагирището, край селото се провежда прочутият в района двуседмичен Търлиски панаир.
След 1803 година в училището в Търлис преподава йеромонах Йоанис Симеонидис от Търлис.
В 1848 година руският славист Виктор Григорович пише в „Очерк путешествия по Европейской Турции“, че жителите на Търлис са предимно българи.
В 1861 година търлиският учител Димитър Стоилов превежда на български с гръцки букви неделното евангелие – така нареченото Търлиско евангелие.
Александър Синве („Les Grecs de l’Empire Ottoman. Etude Statistique et Ethnographique“), който се основава на гръцки данни, в 1878 година пише, че в Тарлисти (Tarlisti), Мелнишка епархия, живеят 900 гърци.
В „Етнография на вилаетите Адрианопол, Монастир и Салоника“, издадена в Константинопол в 1878 година и отразяваща статистиката на населението от 1873 година, Терлиш (Terlich) е посочено като село с 380 домакинства със 190 жители мюсюлмани и 1060 жители българи.
В 1889 година Стефан Веркович (Топографическо-этнографическій очеркъ Македоніи) отбелязва Търлис като село с 290 български и 90 турски къщи.
В 1891 година Георги Стрезов пише за селото:
| „ | Тарлис, голямо село на Ю от Неврокоп, 6 часа път. Лежи в полите на Черна гора до Али Ботуш; до него са селата Лофча, Старчища и Каракьой, до 1/2 час разстояние. На И се простира високо равнище, накитено с нивя, ливади и на места с полски елхи. По плодородието това мясно не отстъпва на Елешкото. Наоколо богати гори; между другото сеят и тютюн. Всяка неделя става пазар за околните села на отделно място. От 1 октомврий всяка година се отваря панаир „Св. Петка“ и трае до 15-ий; главната стока е едър и дребен добитък с мануфактура. Панаирът става на чаирите, 1/2 час до селото. Става едно обръщание от 2000 лири и повече. Църква „Св. Никола“; четат смесено; и училище смесено с 80 ученика. 380 къщи, 500 д. турци, 1500 д. българе. | “ |

Съгласно статистиката на Васил Кънчов („Македония. Етнография и статистика“) към 1900 година населението на селото брои общо 2104 души, от които 1560 българи-християни, 520 турци и 24 власи. Според Йордан Иванов в 1900 година в селото има 2240 българи екзархисти и заедно със Старчища и Зърнево е сред най-големите български села в Неврокопско.
В началото на XX век цялото население на Търлис е под върховенството на Българската екзархия. По данни на секретаря на екзархията Димитър Мишев („La Macédoine et sa Population Chrétienne“) в 1905 година в Търлис има 2240 българи екзархисти, 18 власи и 12 цигани и функционира българско начално училище с 1 учител и 30 ученици.
При избухването на Балканската война в 1912 година 36 души от селото са доброволци в Македоно-одринското опълчение.

### В Гърция
След Междусъюзническата война в 1913 година Търлис попада в Гърция. Част от местното турско население се изселва в 1912 година, а част от българското по време на Междусъюзническата война в 1913 година. Според гръцката статистика, през 1913 година в Търлис (Τερλίς) живеят 1360 души. През първата половина на ноември 1914 година в околностите на селото гръцките власти убиват трима българи, двама от които от село Оряховец, а третия – от Горно Броди. На 27 юли 1924 година гръцки войници убиват 17 жители на селото. Този така наречен Търлиски инцидент води до международен натиск върху Гърция и подписването на спогодбата „Калфов – Политис“. В 1927 година Търлис е прекръстено на Ватитопос. След инцидента, останалите българи напускат селото и се настаняват в България, а на тяхно място идват няколко десетки гръцки колонисти от Мала Азия. По официални данни от Търлис в България се изселват 780 души. Според преброяването от 1928 година Търлис е местно-смесено бежанско село със 154 бежански семейства с 544 души.
Населението отглежда тютюн, жито и други земеделски култури, като се занимава и със скотовъдство.
| Име       | Име          | Ново име | Ново име  | Описание                                                  |
| --------- | ------------ | -------- | --------- | --------------------------------------------------------- |
| Кикла     | Κίκλα        | Анонимон | ᾿Ανώνυμον | местност Ю от Търлис                                      |
| Чадърлика | Τσανταρλίκια | Каламиес | Καλαμιές  | местност ЮЗ от Търлис                                     |
| Правец    | Πραβέτσι     | Плати    | Πλατύ     | хълм с пряк път за Долно Броди Ю от Търлис                |
| Боаз тепе | Μπογὰζ Λόφος | Стенома  | Στένωμα   | хълм СИ от Търлис, северно над пролома на Търлиската река |
| Валцока   | Βαλτσόκα     | Евфорон  | Εὔφορον   | връх (880 m) СИ от Търлис                                 |

| Година    | 1913 | 1920 | 1928 | 1940 | 1951 | 1961 | 1971 | 1981 | 1991 | 2001 | 2011 | 2021 |
| --------- | ---- | ---- | ---- | ---- | ---- | ---- | ---- | ---- | ---- | ---- | ---- | ---- |
| Население | 1360 | 1191 | 682  | 973  | 696  | 840  | 522  | 448  | 582  | 416  | 461  | 255  |

## Личности
Родени в Търлис
- Ангел Брашнаров, български революционер, деец на ВМРО[29]
- Богдан Кузмов (? – 1912), български революционер, деец на ВМОРО, загинал през Балканската война[30]
- Георги Попхаритонов, български опълченец[31]
- Димитър (Димо) Алакушев, учител в търлиското килийно училище през 60-те години на XIX век[32]
- Димитър Стоилов, учител в Търлис около 1861 година, превежда изборно евангелие на народен български език, но го написва с гръцки букви[33]
- Дине Дробенов (? – 1910), български революционер, неврокопски войвода на ВМОРО
- Стоян Тодоров Келпеков (1878 – ?), български революционер, неврокопски войвода на ВМРО[34]
- Иван Вандов, български свещеник,[35] назначен в началото на 1915 година като енорийски свещеник в „Св. св. Кирил и Методий“ в Неврокоп[36]
- Иван Илиев Владиков (1851 – 1923), български опълченец на Шипка, IV опълченска дружина,[37] четник на Филип Тотю[38]
- Иван Гологанов (1839 – 1895), български фолклорист
- Иван Симеонов (Балабанов) (около 1785 – 1860), български просветен деец и книжовник
- Лазар Николов, български революционер от ВМОРО, четник на Григор Георгиев Зверката[39]
- Илия Георгиев (1818 – 1893), български просветен деец
- архимандрит Исая Серски (около 1800 – 1880), български духовник и просветен деец
- Костадин Алакушев (1875 – 1912), български революционер
- Костадин Герчев (1839 – 1922), български опълченец, революционер
- Никола Гологанов (около 1850 – 1913), български просветен деец и духовник
- Николай Мучуров, български просветен деец и духовник
- Пандо Младенов (? – 1920), български революционер
- Пандо Младенов (1924 – 2020), българо-канадски общественик
- Стефан Георгиев, български просветен и църковен деец
- Стоян Малев, български свещеник,[35] назначен в началото на 1915 година за енорийски свещеник в „Свети Архангел Михаил“ Неврокоп[36]
- Теодосий Гологанов (1800 – 1888), български възрожденски общественик и духовник
- Теодосий Скопски (1846 – 1926), български духовник, ранен македонист
- Тодор Страхинов (1841 – 1914), български революционер и просветен деец

Македоно-одрински опълченци от Търлис
- Георги Арнаудов (1883 – след 1943), деец на ВМОРО и опълченец, четата на Георги Занков[40]
- Димитър Ангелов, 32 (33)-годишен, надничар, I клас, 2 и 3 рота на 7 кумановска дружина[41]
- Иван Ангелов, 33-годишен, дюлгерин, неграмотен, 3 рота на Кюстендилска дружина, 2 рота на 7 кумановска дружина[42]
- Илия Ангелов, 38-годишен, четата на Георги Занков, 2 рота на 5 одринска дружина, носител на орден „За храброст“ ІV степен[42]
- Лазар Костадинов Шуманов, 4 рота на 6 охридска дружина.[43] Загинал на фронта през Първата световна война[44]
- Никола Ангелов, 45-годишен, 2 рота на 5 одринска дружина[45]

Свързани с Търлис
- Ангел Страхинов (? – 1917), български революционер, деец на ВМОРО
- Стефан Страхинов (1882 – 1903), български революционер, деец на ВМОРО

## Галерия
- Входна табела на Търлис
- Паметник на убитите в Гражданската война от „българите от ЕАМ“
- Църквата „Свети Николай“
- Стари къщи в Търлис
- Панорама на селото с църквата